# Augusta Reuss-Ebersdorf
Augusta Carolina Sofia em Reuss-Ebersdorf (em alemão: Auguste Caroline Sophie Reuß zu Ebersdorf; Ebersdorf, 19 de janeiro de 1757 – Coburgo, 16 de novembro de 1831), foi a segunda esposa do duque Francisco e Duquesa Consorte de Saxe-Coburgo-Saalfeld de 1800 até 1806. Era a avó materna da rainha Vitória do Reino Unido, sendo antepassada direta dos atuais monarcas do Reino Unido, Bélgica, Suécia, Dinamarca, Noruega, Espanha e Luxemburgo, dos últimos monarcas da Alemanha, Romênia, Grécia e Iugoslávia, bem como de vários consortes.

## Primeiros anos
Augusta nasceu em 19 de janeiro de 1757 em uma família nobre relativamente menor que fazia parte da linha júnior de Reuss que governava uma área no centro da Alemanha moderna. Seus pais eram Henrique XXIV, Conde Reuss de Ebersdorf e Carolina Ernestina de Erbach-Schöneberg. Se não fosse por seu casamento e descendência, provavelmente saberíamos pouco sobre a vida de Augusta.
Augusta cresceu em Ebersdorf em uma família profundamente religiosa, em uma área conhecida pelo movimento luterano do pietismo, que promovia uma vida cristã simples e uma profunda piedade. Um de seus ancestrais tem até mesmo o crédito por liderar a igreja da Morávia. Augusta levaria os valores de sua educação religiosa até a idade adulta. Em 1775, desejando encontrar um marido para sua filha, Henrique XXIV mandou fazer um retrato de Augusta no qual ela foi denominada Artemísia, que representava a mais devotada das esposas feito por Johann Heinrich Tischbein. Henrique exibiu a maravilhosa pintura nas reuniões do Imperial Estates em Regensburg, e a tática deve ter funcionado, pois Augusta se casou em 1777.

## Casamento
Augusta casou-se aos vinte anos com Francisco, que era duque de Saxe-Coburgo-Saalfeld. Francisco já estava apaixonado pela esposa antes de se casarem e comprou o retrato da Artemísia para admirá-la. A princípio, parecia que o casal não se casaria, pois Francisco foi forçado a se casar com um parente, mas quando sua primeira esposa morreu apenas sete meses após o casamento, Francisco ficou livre para perseguir Augusta, e o casal se casou.  Augusta e Francisco eram casados e felizes e tinham dez filhos, nascidos entre 1778 e 1792. Augusta era a figura dominante na família e era totalmente contra o republicanismo. Francisco era considerado de caráter fraco, mas saudável, e gostava de artes e botânica. Três dos filhos morreram na primeira infância, como era comum no período, mas os outros sete prosperaram e se casaram nas casas reais da Europa e alcançaram muita grandeza. O filho mais novo sobrevivente de Augusta e Francisco, Leopoldo, é provavelmente o mais conhecido quando se tornou o primeiro rei dos belgas. Esta atualização teria agradado imensamente a Augusta.

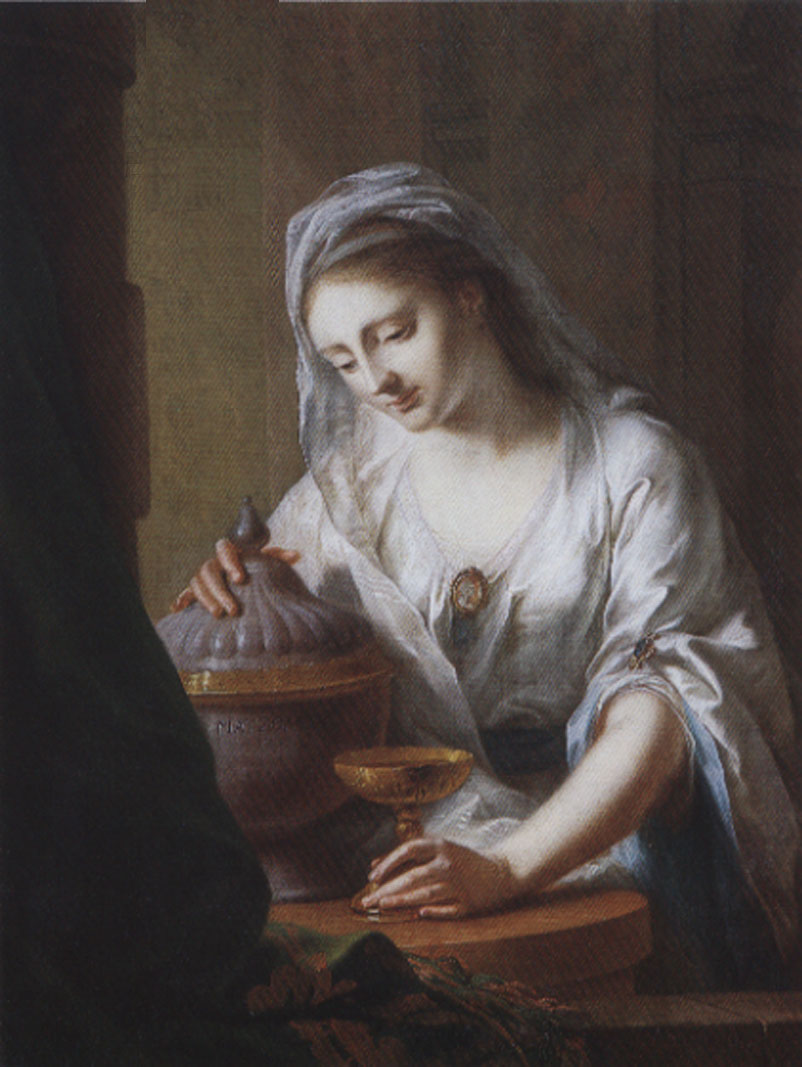
Augusta como Artemisia
Johann Heinrich Tischbein, 1775

Em 1795, Augusta e suas três filhas mais velhas viajaram para a Rússia a convite de Catarina, a Grande, para serem inspecionadas como possíveis esposas. Augusta descreveu Catarina como uma “boa fada” e um casamento foi feito entre a mais jovem das três filhas Juliane e o Grão-Duque Constantino Pavlovich da Rússia, o irmão mais novo do Czar Alexandre I da Rússia. Augusta escreveu para casa: “Que experiência inesquecível!” Infelizmente, o casamento terminou em divórcio e Augusta mais tarde escreveria: "O destino de Julia me assombra". Houve dois outros filhos nascidos do casal, no entanto, que mudariam a face da Europa: Vitória, que se casou com o Príncipe Eduardo, Duque de Kent, e Ernesto, que se casou com a Princesa Luísa de Saxe-Gota-Altemburgo. Após o casamento de Vitória, Augusta expressou a esperança de que sua filha "encontraria neste segundo casamento uma felicidade que ela nunca encontrou no primeiro."
Vitória e seu marido, o duque de Kent, não deveriam ter se tornado tão historicamente importantes quanto se tornaram e sua fama veio de uma série de eventos casuais. Em 1817, uma crise de sucessão estava se aproximando na Grã-Bretanha, e assim os três filhos solteiros do rei Jorge III foram encorajados a se casar e ter um filho rapidamente. O duque de Kent e sua esposa tiveram uma filha que viveu e que, portanto, estava destinado a ser monarca. Augusta declarou: “Novamente uma Carlota. Os ingleses como rainhas e a sobrinha da sempre lamentada amada Charlotte serão os mais queridos por eles. ” A filha deles tornou-se Rainha Vitória do Reino Unido e Irlanda e Imperatriz da Índia.  O irmão da duquesa de Kent, Ernesto, que se casou com Luísa de Saxe-Gota-Altemburgo, passou a desempenhar um grande papel na vida da rainha Vitória, pois eram pais de seu marido, o príncipe Alberto de Saxe-Coburgo e Gota. Alberto nasceu poucos meses depois de Vitória, e os dois até deram à luz pela mesma parteira.
Augusta relembrou a rainha Vitória quando criança: “De manhã, às vezes ela não quer sair da cama, preferindo contar todo tipo de histórias. Lehzen tira-a suavemente da cama e a senta no tapete grosso, onde ela tem que colocar as meias. É preciso conter-se para não cair na gargalhada quando ela diz em um tom de voz trágico: "Pobre Vicky! Ela é uma criança infeliz! Ela simplesmente não sabe qual é a meia certa e qual é a esquerda! Eu sou uma criança infeliz! '”. Mesmo assim, ela ficou encantada com Vitória, de quem também era madrinha, e declarou-a “Grande e forte como a própria saúde e tão vivaz e tão amigável ”. Ela costumava arrastar a jovem Vitória em longos passeios de carruagem pelo interior de Surrey. Após o 39º aniversário da Duquesa de Kent, Augusta escreveu: "A Pequena é nada menos que uma beleza, mas um palhaço querido. Ela é incrivelmente precoce para a idade e muito cômica, nunca vi uma criança mais alerta e acessível. ” Em 1821, foi Augusta quem sugeriu pela primeira vez que seus dois netos se casassem quando os dois ainda eram pequenos, e seu tio Leopoldo, rei dos belgas, apoiou o plano quando eles atingiram a maioridade. O casamento ocorreu em 1840 e foi uma união feliz e bem-sucedida que gerou nove filhos. Por meio da união de seus netos, os descendentes de Augusta se tornaram governantes e consortes do Reino Unido, Noruega, Grécia, Espanha, Romênia, Rússia, Hesse, e Alemanha.

## Últimos anos
Augusta não viveu para ver o casamento acontecer, pois morreu em 16 de novembro de 1831, aos 74 anos. Ela está enterrada no Mausoléu de Coburgo Hofgarten,um mausoléu construído por seu filho Ernesto em 1817, em Coburgo. Ao lado de seu marido Francisco, que morreu em 1806, aos setenta e quatro anos, apenas cinco meses depois da eleição de seu filho Leopoldo como rei dos belgas.
O Museu de História Natural de Coburgo mantém, desde 2006, um espaço dedicado a ela, o Herzogin-Auguste-Saal.

## Descendência
Com Francisco, Duque de Saxe-Coburgo-Saalfeld:  
| Retrato | Nome                                                                                                | Nascimento             | Morte                  | Notas |
| ------- | --------------------------------------------------------------------------------------------------- | ---------------------- | ---------------------- | --- |
|         | Sofia de Saxe-Coburgo-Saalfeld                                                                      | 19 de agosto de 1778   | 9 de julho de 1835     | Casou-se em 23 de fevereiro de 1804 com Emmanuel von Mensdorff-Pouilly; Com descendência. |
|         | Antonieta                                                                                           | 28 de agosto de 1779   | 14 de março de 1824    | Casou-se em 17 de novembro de 1798 com o Duque Alexandre de Württemberg; Com descendência. |
|         | Juliana (Após seu casamento adotou o nome Ana Feodorovna por sua conversão a Igreja Ortodoxa Russa) | 23 de setembro de 1781 | 15 de agosto de 1860   | Casou-se em 26 de fevereiro de 1796 com o Grão Duque Constantino Pavlovich da Rússia o irmão mais novo do czar Alexandre I da Rússia (divorciaram-se em 1820). Com descendência.                                                                        |
|         | Natimorto                                                                                           | 1782                   | 1782                   | - |
|         | Ernesto, Duque de Saxe-Coburgo-Gotha                                                                | 2 de janeiro de 1784   | 29 de janeiro de 1844  | Casou-se em 31 de julho de 1817 com Luísa de Saxe-Altemburgo; Com descendência incluindo Alberto de Saxe-Coburgo, marido da Rainha Vitória. |
|         | Fernando                                                                                            | 28 de março de 1785    | 27 de agosto de 1851   | Casou-se 30 de novembro de 1815 com a Princesa Maria Antônia Koháry; Com descendência incluindo Fernando II de Portugal (esposo da Rainha Maria II de Portugal) e Vitória de Saxe-Coburgo, Duquesa de Némours, foi avô de Fernado I da Bulgária.        |
|         | Vitória de Saxe-Coburgo-Saalfeld                                                                    | 17 de agosto de 1786   | 16 de março de 1861    | Casou-se em 21 de dezembro de 1803 com Emico Carlos, Príncipe de Leiningen; Com descendência. Casou-se em segundas núpcias com o Príncipe Eduardo, Duque de Kent e Strathearn o quarto filho do rei Jorge III da Grã-Bretanha, a mãe da rainha Vitória. |
|         | Mariana de Saxe-Coburgo-Saalfeld                                                                    | 7 de agosto de 1788    | 16 de março de 1794    | - |
|         | Leopoldo                                                                                            | 16 de dezembro de 1790 | 10 de dezembro de 1865 | Casou-se em 2 de maio de 1816 com Carlota de Gales; Sem descendência. Em 9 de agosto de 1830 com Luísa de Orleães e seus filhos incluíram Leopoldo II da Bélgica e a imperatriz Carlota do México. Primeiro rei dos belgas sob o nome de Leopoldo I.    |
|         | Francisco de Saxe-Coburgo-Saalfeld                                                                  | 12 de dezembro de 1792 | 3 de janeiro de 1793   | - |